# Norrländska mästerskapet i fotboll 1944
Norrländska mästerskapet i fotboll 1944 vanns av Bodens BK.

## Matcher

### Kvalomgång
- 11 juni 1944: Järpens IF–Kubikenborgs IF 1–4
- 11 juni 1944: Sandviks IK–Sävenäs/Rönnskärs IF 0–2
- 11 juni 1944: Bodens BK–Gällivare SK 7–0

### Semifinaler
- 18 juni 1944: IF Friska Viljor–Bodens BK 2–3
- 18 juni 1944: Kubikenborgs IF–Sävenäs/Rönnskärs IF 3–3, 3–4 efter förlängning

### Final
- 25 juni 1944: Sävenäs/Rönnskärs IF–Bodens BK 0–2